# Mayang
Mayang (en chino, 麻阳; pinyin, Máyáng) es un condado autónomo bajo la administración directa de la Prefectura Huaihua en la Provincia de Hunan, República Popular China.  Su área es de 1565 km² y su población total para 2015 superó los 400 mil  habitantes. 

## Administración
Desde octubre de 2021, el  condado Mayang se divide en 18 pueblos que se administran en  8 poblados y 10 villas.

## Toponimia
El topónimo Mayang se compone de los sinogramas Ma (nombre propio) y Yang (norte), lo que da como resultado "al norte del Ma[tan]". Muchos lugares de China, en el nombre llevan "Yang" porque están situados al norte de un cuerpo de agua (siguiendo las tradición del Feng shui con el Yin y yang)
En el año 562 AD, durante la dinastía Chen, para protegerse de las tribus, se estableció una guarnición militar llamada Mayang (麻阳戍), dicha guarnición se ubicaba en la desembocadura del arroyo Taiping donde forma un estanque ancho y profundo llamado Matan (麻潭). Para el año 620  durante la dinastía Tang, la población aumentó y se fundó el Condado Mayang, cuyo nombre se ha conservado hasta la actualidad.
Como las otras regiones autónomas, se caracteriza por estar asociada a un grupo étnico minoritario, en este caso, los miao . La región recibió la condición de "autónomo" cuando se estableció el Condado autónomo miao de Mayang el 31 de octubre de 1988.